# Adiponitrile
Pour les articles homonymes, voir ADN (homonymie).
L'adiponitrile (ADN) est un composé organique hautement toxique (il fait partie de la liste EPA des substances extrêmement dangereuses), de formule N≡C(–CH2)4–C≡N. Il s'agit d'un dinitrile se présentant sous la forme d'un liquide incolore et visqueux, intermédiaire de la synthèse des polyamides.

## Synthèse
Du fait de son importance pour l'industrie chimique, de nombreuses voies de synthèse ont été développées.
Deux procédés sont principalement utilisés aujourd'hui :
- le procédé Invista (société Dupont) qui part de butadiène et d'acide cyanhydrique ;
- le procédé Ascend (société Monsanto) qui utilise l'acrylonitrile comme molécule de départ.

### Procédé Invista
L'adiponitrile est produit de nos jours essentiellement par hydrocyanation du 1,3-butadiène H2C=CH–CH=CH2 catalysée par le nickel, selon un procédé découvert chez DuPont, la réaction globale est :
H2C=CH–CH=CH2 + 2 HCN → N≡C(–CH2)4–C≡N
Cette réaction se fait en plusieurs étapes, tout d'abord une hydrocyanation qui produit des pentène-nitriles et des méthylbutanenitriles :

Une isomérisation permet de convertir les méthylbutanenitriles en pentènenitriles. Puis une seconde hydrocyanation conduit à la formation de l'adiponitrile :

Ce procédé est mis en œuvre par la société Butachimie dans l'usine de Chalampé en Alsace. Cette usine produit 35 % de l'adiponitrile mondial.

### Procédé Ascend
L'autre procédé est l'électrosynthèse par dimérisation de l'acrylonitrile CH2=CH–C≡N, découverte chez Monsanto :
2 CH2=CH–C≡N + 2 e− + 2 H+ → N≡C(–CH2)4–C≡N.

## Utilisations
Production de l'hexaméthylènediamine H2N(–CH2)6NH2 par hydrogénation :
N≡C(–CH2)4–C≡N + 4 H2 → H2N(–CH2)6NH2.